# Programmawet
Een programmawet is een wet die samen met de begroting wordt ingediend in het parlement. Ook wet houdende diverse bepalingen en verzamelwet zijn mogelijke benamingen. 
Ze bevat bepalingen die nodig zijn voor de realisatie van de begroting. Vaak is er in de wet een hoofdstuk per minister.
Oorspronkelijk waren dit wetten om kleine wijzigingen door te voeren opdat het voorziene begrotingsresultaat behaald zou worden. Dit is echter uitgegroeid tot een tekst met honderden artikelen in verband met de meest uiteenlopende punten van het regeringsbeleid.
De wet wordt vaak misbruikt om bepaalde kleine maatregelen aan de aandacht te onttrekken en om een aantal punten uit de onderhandelingen, die dienden als compensatie voor toegevingen van een andere partijen, door te voeren.

## België
Op 28 december 2011 werd in België de eerste programmawet van 2011 goedgekeurd (B.S. 30/12/2011).
Momenteel zijn twee programmawetten hangende in de Kamer van volksvertegenwoordigers.
Het ontwerp van eerste programmawet van 2012 werd op 24 februari 2012 ingediend in de Kamer.
De belangrijkste wijzigingen voorzien in deze programmawet zijn:
- de nieuwe definitie van de cataloguswaarde van bedrijfsvoertuigen;
- de nieuwe fiscale antirechtsmisbruikbepaling (artikel 344, §1 WIB);
- de verscherpte beperking van betalingen in contanten.

Het ontwerp van tweede programmawet van 2012 werd op 8 maart 2012 ingediend in de Kamer.
De belangrijkste wijzigingen in deze programmawet zijn:
- de nieuwe pensioenregeling voor zelfstandigen - nieuwe anciënniteits- en loopbaanvereisten;
- de nieuwe vakantieregeling in het eerste vakantiejaar;
- de uitbreiding van het betaald educatief verlof;
- de leeftijdspiramide bij collectief ontslag;
- de aanpassingen met betrekking tot collectieve arbeidsovereenkomsten.

Programmawet van 19 december 2014:
- Invoering van de liquidatiereserve.

Programmawet van 22 december 2023 (op vlak van loonfiscaliteit):
- uitbreiding van sectoren waarin flexi-jobs mogelijk is.
- uitbreiding van voorwaarden om (para)fiscaal voordelig bij te verdienen via het stelsel van de flexi-jobs.
- BV-vrijstelling voor gelegenheidsarbeid in de tuinbouwsector
- Versterking fiscale werkbonus voor de zeer lage lonen[1]

Programmawet van 18 juli 2025:

## Nederland
Op 24 november 2020 nam de Eerste Kamer in Nederland de Verzamelwet Sociale Zaken en Werkgelegenheid (SZW) 2021 aan, met als doel de door de coronacrisis getroffen handelaars economisch te ondersteunen.[dode link]